# Kōhei Uchimura
Kōhei Uchimura (jap. 内村航平 Uchimura Kōhei; ur. 3 stycznia 1989 w Fukuoce) – japoński gimnastyk, trzykrotny mistrz olimpijski, czterokrotny wicemistrz olimpijski, dziesięciokrotny mistrz świata.
Na Igrzyskach w Rio zdobył złote medale w wieloboju indywidualnie i drużynowo. Na najwyższym poziomie międzynarodowym pojawił się po raz pierwszy w 2005 roku.
W 2015 roku doznał kontuzji ramienia, przez co nie mógł przygotować się do mistrzostw świata w Glasgow. Natomiast w 2017 roku zerwał więzadło w kostce, co uniemożliwiło mu dobry występ w kwalifikacjach do mistrzostw w Montrealu. We wrześniu 2018 roku ponownie doznał urazu więzadła prawej kostki. Jednak po dwóch dniach wrócił do treningów.
Ma żonę Chiho, z którą ma dwie córki. Jego matka, Shuko, występowała również w gimnastyce sportowej na poziomie uniwersyteckim. Dla niego największym sportowcem jest gimnastyk Naoya Tsukahara.
Trzykrotnie został uznany wybitnym sportowcem wybranym przez Japoński Komitet Olimpijski w 2010, 2012 i 2014 roku.

## Osiągnięcia
| Rok  | Zawody               | Miasto         | Konkurencja                 | Kwalifikacje | Kwalifikacje | Finał         | Finał         |
| Rok  | Zawody               | Miasto         | Konkurencja                 | Punktacja    | Miejsce      | Punktacja     | Miejsce       |
| ---- | -------------------- | -------------- | --------------------------- | ------------ | ------------ | ------------- | ------------- |
| 2008 | Igrzyska olimpijskie | Pekin          | Wielobój indywidualny       | –            | –            | 91,975        |               |
| 2008 | Igrzyska olimpijskie | Pekin          | Ćwiczenia wolne             | –            | –            | 15,575        | 5.            |
| 2008 | Igrzyska olimpijskie | Pekin          | Wielobój drużynowy          | –            | –            | 278,875       |               |
| 2009 | Mistrzostwa świata   | Londyn         | Wielobój indywidualny       | 90,925       | 1. (Q)       | 91,500        |               |
| 2009 | Mistrzostwa świata   | Londyn         | Ćwiczenia wolne             | 15,775       | 1. (Q)       | 15,475        | 4.            |
| 2009 | Mistrzostwa świata   | Londyn         | Ćwiczenia na koniu z łękami | 14,750       | 13.          | Nie awansował | Nie awansował |
| 2009 | Mistrzostwa świata   | Londyn         | Ćwiczenia na kółkach        | 15,100       | 12.          | Nie awansował | Nie awansował |
| 2009 | Mistrzostwa świata   | Londyn         | Ćwiczenia na poręczach      | 15,050       | 12.          | Nie awansował | Nie awansował |
| 2009 | Mistrzostwa świata   | Londyn         | Ćwiczenia na drążku         | 15,250       | 7. (Q)       | 15,175        | 6.            |
| 2010 | Mistrzostwa świata   | Rotterdam      | Wielobój indywidualny       | 92,231       | 1. (Q)       | 92,331        |               |
| 2010 | Mistrzostwa świata   | Rotterdam      | Ćwiczenia wolne             | 14,966       | 8. (Q)       | 15,533        |               |
| 2010 | Mistrzostwa świata   | Rotterdam      | Ćwiczenia na koniu z łękami | 15,133       | 12.          | Nie awansował | Nie awansował |
| 2010 | Mistrzostwa świata   | Rotterdam      | Ćwiczenia na kółkach        | 15,400       | 8.           | Nie awansował | Nie awansował |
| 2010 | Mistrzostwa świata   | Rotterdam      | Ćwiczenia na poręczach      | 15,366       | 7. (Q)       | 15,500        |               |
| 2010 | Mistrzostwa świata   | Rotterdam      | Ćwiczenia na drążku         | 15,033       | 14.          | Nie awansował | Nie awansował |
| 2010 | Mistrzostwa świata   | Rotterdam      | Wielobój drużynowy          | 361,400      | 2. (Q)       | 273,769       |               |
| 2011 | Mistrzostwa świata   | Tokio          | Wielobój indywidualny       | 92,256       | 1. (Q)       | 93,631        |               |
| 2011 | Mistrzostwa świata   | Tokio          | Ćwiczenia wolne             | 15,466       | 5. (Q)       | 15,633        |               |
| 2011 | Mistrzostwa świata   | Tokio          | Ćwiczenia na koniu z łękami | 15,433       | 5. (Q)       | 14,533        | 5.            |
| 2011 | Mistrzostwa świata   | Tokio          | Ćwiczenia na kółkach        | 15,233       | 8. (Q)       | 14,633        | 6.            |
| 2011 | Mistrzostwa świata   | Tokio          | Ćwiczenia na poręczach      | 15,391       | 4. (Q)       | 15,500        | 4.            |
| 2011 | Mistrzostwa świata   | Tokio          | Ćwiczenia na drążku         | 15,533       | 2. (Q)       | 16,333        |               |
| 2011 | Mistrzostwa świata   | Tokio          | Wielobój drużynowy          | 364,291      | 1. (Q)       | 273,093       |               |
| 2012 | Igrzyska olimpijskie | Londyn         | Wielobój indywidualny       | 89,764       | 9. (Q)       | 92,690        |               |
| 2012 | Igrzyska olimpijskie | Londyn         | Ćwiczenia wolne             | 15,766       | 2. (Q)       | 15,800        |               |
| 2012 | Igrzyska olimpijskie | Londyn         | Ćwiczenia na koniu łękami   | 12,466       | 60.          | Nie awansował | Nie awansował |
| 2012 | Igrzyska olimpijskie | Londyn         | Ćwiczenia na kółkach        | 14,966       | 19.          | Nie awansował | Nie awansował |
| 2012 | Igrzyska olimpijskie | Londyn         | Ćwiczenia na poręczach      | 15,533       | 5.           | Nie awansował | Nie awansował |
| 2012 | Igrzyska olimpijskie | Londyn         | Ćwiczenia na drążku         | 15,000       | 16.          | Nie awansował | Nie awansował |
| 2012 | Igrzyska olimpijskie | Londyn         | Wielobój drużynowy          | 270,503      | 5. (Q)       | 271,952       |               |
| 2013 | Mistrzostwa świata   | Antwerpia      | Wielobój indywidualny       | 91,924       | 1. (Q)       | 91,990        |               |
| 2013 | Mistrzostwa świata   | Antwerpia      | Ćwiczenia wolne             | 15,333       | 3. (Q)       | 15,500        |               |
| 2013 | Mistrzostwa świata   | Antwerpia      | Ćwiczenia na koniu z łękami | 15,133       | 10.          | Nie awansował | Nie awansował |
| 2013 | Mistrzostwa świata   | Antwerpia      | Ćwiczenia na kółkach        | 15,000       | 17.          | Nie awansował | Nie awansował |
| 2013 | Mistrzostwa świata   | Antwerpia      | Ćwiczenia na poręczach      | 15,400       | 10. (Q)      | 15,666        |               |
| 2013 | Mistrzostwa świata   | Antwerpia      | Ćwiczenia na drążku         | 15,658       | 1. (Q)       | 15,633        |               |
| 2014 | Mistrzostwa świata   | Nanning        | Wielobój indywidualny       | 92,165       | 1. (Q)       | 91,965        |               |
| 2014 | Mistrzostwa świata   | Nanning        | Ćwiczenia wolne             | 15,800       | 5.           | Nie awansował | Nie awansował |
| 2014 | Mistrzostwa świata   | Nanning        | Ćwiczenia na koniu z łękami | 15,166       | 12.          | Nie awansował | Nie awansował |
| 2014 | Mistrzostwa świata   | Nanning        | Ćwiczenia na kółkach        | 15,266       | 17.          | Nie awansował | Nie awansował |
| 2014 | Mistrzostwa świata   | Nanning        | Ćwiczenia na poręczach      | 15,333       | 15.          | Nie awansował | Nie awansował |
| 2014 | Mistrzostwa świata   | Nanning        | Ćwiczenia na drążku         | 15,200       | 2. (Q)       | 15,725        |               |
| 2014 | Mistrzostwa świata   | Nanning        | Wielobój drużynowy          | 361,609      | 2. (Q)       | 273,269       |               |
| 2015 | Mistrzostwa świata   | Glasgow        | Wielobój indywidualny       | 90,564       | 1. (Q)       | 92,332        |               |
| 2015 | Mistrzostwa świata   | Glasgow        | Ćwiczenia wolne             | 14,166       | 64.          | Nie awansował | Nie awansował |
| 2015 | Mistrzostwa świata   | Glasgow        | Ćwiczenia na koniu z łękami | 15,133       | 9.           | Nie awansował | Nie awansował |
| 2015 | Mistrzostwa świata   | Glasgow        | Ćwiczenia na kółkach        | 14,800       | 21.          | Nie awansował | Nie awansował |
| 2015 | Mistrzostwa świata   | Glasgow        | Ćwiczenia na poręczach      | 15,466       | 10.          | Nie awansował | Nie awansował |
| 2015 | Mistrzostwa świata   | Glasgow        | Ćwiczenia na drążku         | 15,366       | 2. (Q)       | 15,833        |               |
| 2015 | Mistrzostwa świata   | Glasgow        | Wielobój drużynowy          | 358,884      | 1. (Q)       | 270.818       |               |
| 2015 | Igrzyska olimpijskie | Rio de Janeiro | Wielobój indywidualny       | 90,498       | 2. (Q)       | 92,365        |               |
| 2015 | Igrzyska olimpijskie | Rio de Janeiro | Ćwiczenia wolne             | 15,533       | 3. (Q)       | 15,241        | 5.            |
| 2015 | Igrzyska olimpijskie | Rio de Janeiro | Ćwiczenia na koniu z łękami | 14,966       | 14.          | Nie awansował | Nie awansował |
| 2015 | Igrzyska olimpijskie | Rio de Janeiro | Ćwiczenia na kółkach        | 14,700       | 20.          | Nie awansował | Nie awansował |
| 2015 | Igrzyska olimpijskie | Rio de Janeiro | Ćwiczenia na poręczach      | 15,466       | 10.          | Nie awansował | Nie awansował |
| 2015 | Igrzyska olimpijskie | Rio de Janeiro | Ćwiczenia na drążku         | 14,300       | 37.          | Nie awansował | Nie awansował |
| 2015 | Igrzyska olimpijskie | Rio de Janeiro | Wielobój drużynowy          | 269.294      | 4. (Q)       | 274,094       |               |
| 2017 | Mistrzostwa świata   | Montreal       | Wielobój indywidualny       | 43.199       | 81.          | Nie awansował | Nie awansował |
| 2017 | Mistrzostwa świata   | Montreal       | Ćwiczenia na kółkach        | 14,000       | 32.          | Nie awansował | Nie awansował |
| 2017 | Mistrzostwa świata   | Montreal       | Ćwiczenia na poręczach      | 14,033       | 30.          | Nie awansował | Nie awansował |
| 2018 | Mistrzostwa świata   | Doha           | Wielobój drużynowy          | 253,312      | 3. (Q)       | 253.744       |               |
| 2018 | Mistrzostwa świata   | Doha           | Ćwiczenia na drążkach       | 14,600       | 1. (Q)       | 14,800        |               |